# Кленов
Кленов (словац. Klenov) — село в Словаччині, Пряшівському окрузі Пряшівського краю. Розташоване у центральній частині східної Словаччини, на південній межі Шариської височини у долині річки Сопотниця.
Вперше згадується в 1330 році.
У селі є греко-католицька церква Покрови Пресвятої Богородиці з першої третини 14 століття збудована у стилі ранньої готики, перебудована у 16 столітті, 18 столітті та у 1913 році. Біля церкви є дерев'яна дзвіниця з 1742 року. Ареал в 1993 році проголошено культурною пам'яткою.

## Населення
| Рік:            | 1994. | 2004. | 2014.    | 2024. |
| --------------- | ----- | ----- | -------- | ----- |
| Кількість осіб: | 250   | 205   | 231      | 231   |
| Різниця:        |       | -18 % | +12,68 % | +0 %  |

| Рік:            | 2023. | 2024.   |
| --------------- | ----- | ------- |
| Кількість осіб: | 226   | 231     |
| Різниця:        |       | +2,21 % |

В селі проживає 232 особи.
Національний склад населення (за даними останнього перепису населення — 2001 року):
- словаки — 98,12 %,
- чехи — 0,47 %,
- українці — 0,47 %,
- поляки — 0,47 %,
- угорці — 0,47 %.

Склад населення за приналежністю до релігії станом на 2001 рік:
- греко-католики — 71,63 %,
- протестанти — 0,93 %,
- не вважають себе віруючими або не належать до жодної вищезгаданої церкви — 3,72 %.

## Примітки

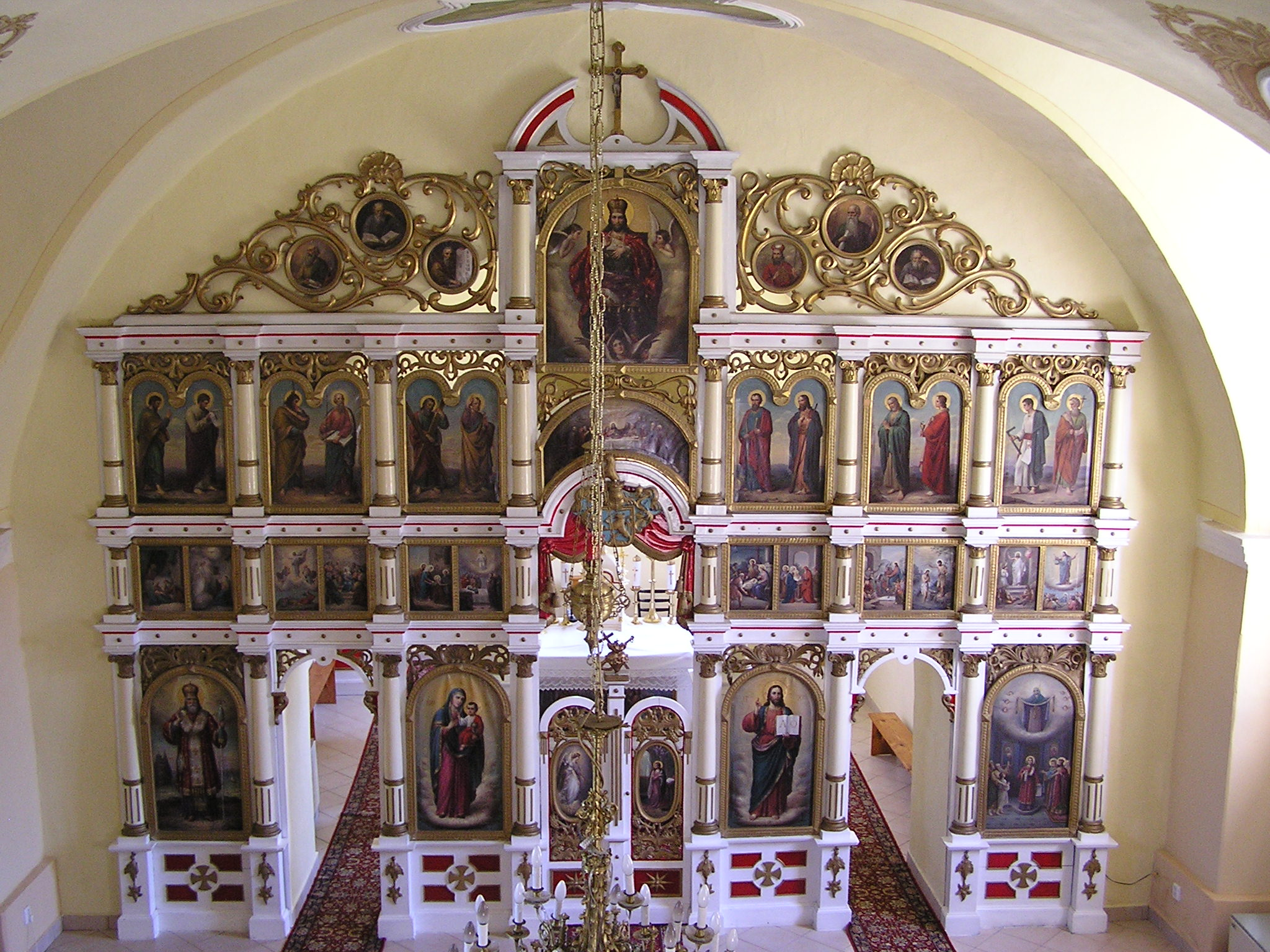
Іконостас